# Взрывы на аэродроме «Саки»
Взрывы на военном аэродроме «Саки» в Крыму произошли 9 августа 2022 года в период российского вторжения на Украину.
В результате пожара и взрывов на аэродроме, используемом в качестве основной базы ВВС Черноморского флота России, было уничтожено от 7 до 11 самолётов Су-24 и Су-30СМ. По оценке Министерства обороны Великобритании, хотя уничтоженные и повреждённые самолёты представляют собой лишь небольшую часть авиационного парка ВВС РФ, их потеря повлияет на возможности авиации Черноморского флота.
The New York Times со ссылкой на высокопоставленного украинского военного сообщило, что за взрывами стоят украинские силы. В Пентагоне заявили, что для атаки не использовалось американское вооружение и что США не знают, что стало причиной взрывов. 7 сентября 2022 года руководство ВСУ сообщило, что нанесло ракетный удар по аэродрому.

## Предпосылки

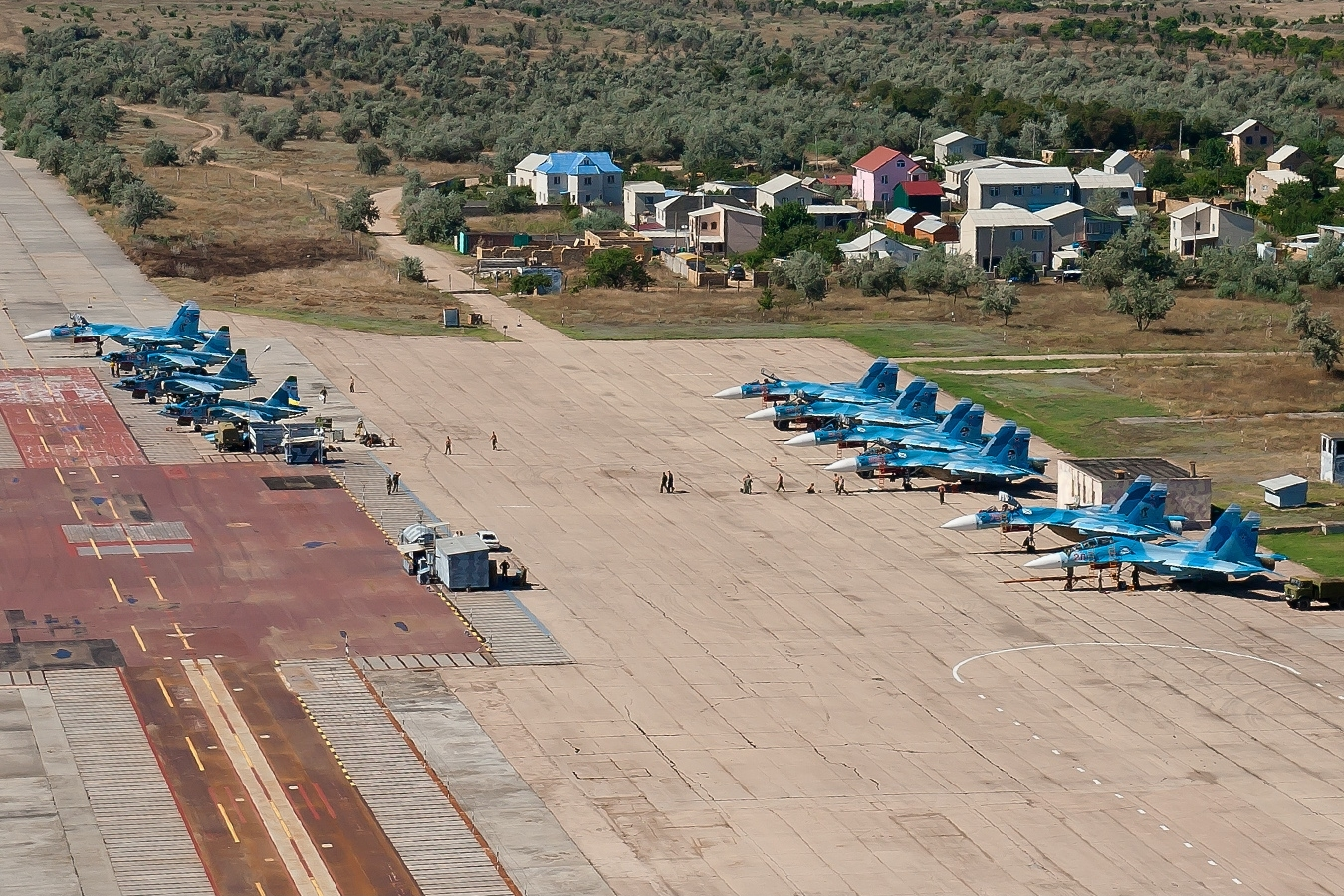
Аэродром «Саки», 2010

Аэродром «Саки» расположен в Сакском районе Крыма. До 1991 года его использовали ВВС СССР, с 1991 года до 2014 года он служил базой для 10-й бригады морской авиации Украины. Во время аннексии Крыма он был захвачен российскими войсками, которые разместили там 43-й истребительный авиационный полк Воздушно-космических сил России.
С начала полномасштабного вторжения в Украину в 2022 году российские войска использовали эту базу для атак на южные области Украины. Вероятно, 43-й полк составляет основу авиационной группировки, поддерживающей российские войска на юге Украины. Всего в военной кампании российская армия использует около 40 аэродромов в России, Белоруссии и Крыму, из них на Крымском полуострове расположены 5.

## Ход событий
9 августа 2022 года около 15:20 на аэродроме раздалась серия мощных взрывов: первые взрывы, затем два одновременных мощных взрыва в разных местах. Два больших взрыва прогремели на расстоянии не менее 750 метров друг от друга. По всей видимости, они произошли на складах боеприпасов.
На спутниковых снимках аэродрома видны три кратера, разрушенные здания, большие участки выжженной земли, а также уничтоженные и повреждённые самолёты. Точно определить количество пострадавших самолётов по снимкам трудно, но, по разным оценкам, это не менее 7—9 или даже 15 штук. Кроме того, в сети появилось видео с многочисленными сгоревшими и повреждёнными автомобилями на парковке за 600—800 метров от мест взрывов (самолёты находились значительно ближе).
На спутниковых снимках, сделанных за 4 часа до взрывов, на аэродроме видно военную авиацию и склады. Conflict Intelligence Team насчитали двенадцать самолётов Су-24, десять Су-30СМ и один Ил-76. Последний уцелел и взлетел сквозь дым, что видно на одной из видеозаписей.
Взрывы сопровождались пожаром, который, судя по видеозаписям, мог начаться ещё до них.
Министерство обороны России заявило, что причиной взрывов на аэродроме стала «детонация нескольких авиационных боеприпасов» из-за нарушения пожарной безопасности, причём добавило, что «после взрыва на аэродроме никто не пострадал, авиационная техника не повреждена», «никакого внешнего огневого воздействия не было». Эту версию опровергает одновременность взрывов в отдалённых друг от друга частях аэродрома.
Минздрав Крыма по состоянию на 20:00 заявил о семи раненых, в том числе двух детях. На следующий день местные власти заявили о 14 пострадавших и одном погибшем. Глава Республики Крым Сергей Аксёнов в ответ на взрывы продлил действие жёлтого уровня «террористической угрозы» на полуострове до 24 августа. Вокруг аэродрома была установлена 5-километровая зона оцепления, в Новофёдоровке введён режим ЧС муниципального характера.
В тот же день в посёлке была объявлена эвакуация. Серия неожиданных взрывов стала причиной временных автопробок в Евпатории. Масштабные пробки возникли и на трассе на выезд из Крыма по Керченскому мосту.

## Версии
Издание The New York Times со ссылкой на высокопоставленного украинского военного, говорившего на условиях анонимности, сообщило, что за взрывами стоят украинские силы и что удар был нанесён «оружием украинского производства».
Министр обороны Британии Бен Уоллес предположил, что два отдельных взрыва указывают на спланированное событие, а не на случайный инцидент.
Издание The Washington Post ссылаясь на анонимного собеседника в украинском правительстве, сообщило, что взрывы на аэродроме были делом рук бойцов Сил специальных операций.
Высказывались предположения, что для атаки был использован ОТРК «Гром-2» («Сапсан») или противокорабельный комплекс «Нептун», адаптированный для ударов по наземным объектам. Conflict Intelligence Team склонялись к последней версии. По оценке украинского издания Defense Express, такие предположения маловероятны, поскольку не существует никаких доказательств наличия на вооружении ВСУ ни «Грома», ни ракет «Нептун», способных наносить удары по целям на земле, и более реалистичны варианты использования ATACMS или Harpoon Block II+ ER или SLAM-ER. Однако Defense Express и Русская служба BBC не исключали вариант, что удар по складам с боеприпасами был нанесён украинским беспилотником. Однако ни ракет, ни беспилотников очевидцы не заметили и на видеосъёмках события их нет.
7 сентября 2022 года руководство Вооружённых сил Украины впервые на высшем уровне признали, что нанесли ракетный удар по аэродрому «Саки».

## Последствия

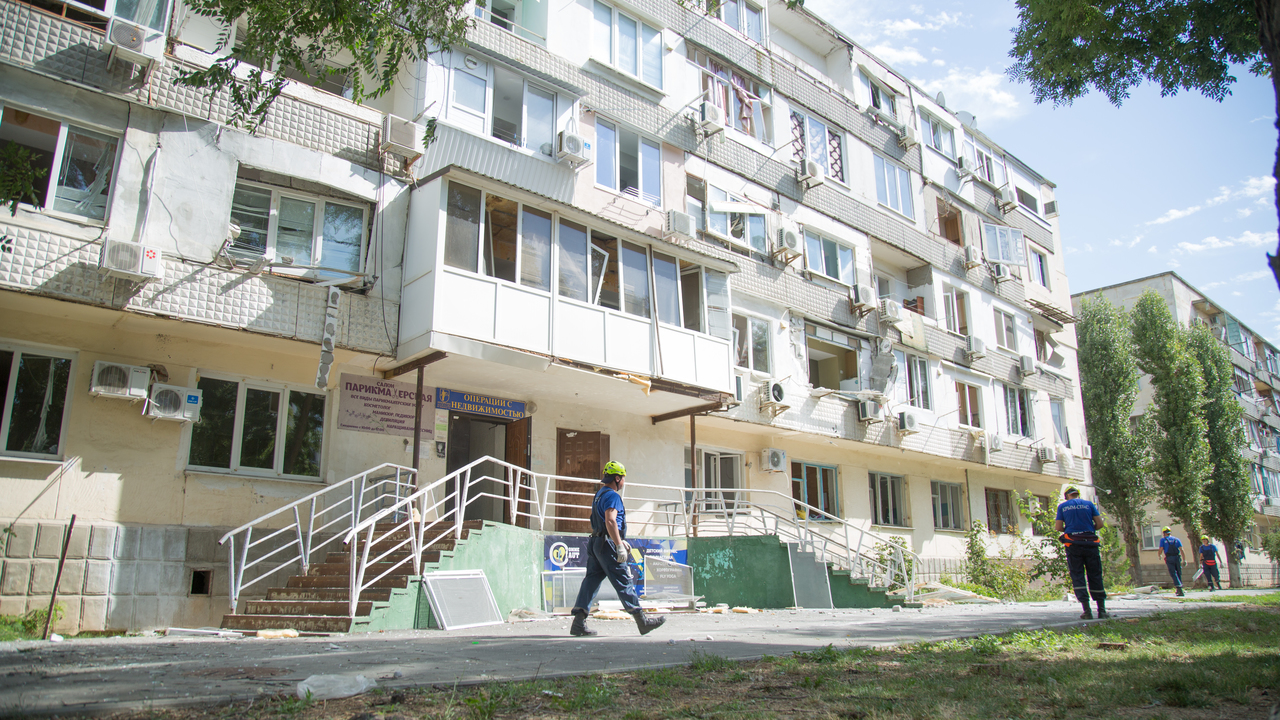
Выбитые стёкла в доме рядом с аэродромом

Местные власти заявили, что в результате взрывов пострадали 14 человек, из которых один госпитализирован, и один человек погиб.
10 августа Военно-воздушные силы Украины заявили, что на аэродроме уничтожены 9 российских самолётов. Спутниковые снимки, опубликованные 10 августа, позволили исследователям группы «Oryx» подтвердить уничтожение 10 самолётов на аэродроме:
- 6 Су-24
- 4 Су-30М
- один Су-24 повреждён.

Кроме того, были уничтожены помещения, похожие на склады, и повреждены здания рядом с самолётами, а также автотехника персонала аэродрома. По оценкам британского военного ведомства, взлётно-посадочная полоса аэродрома уцелела и, скорее всего, пригодна для дальнейшего использования. Однако потенциал российских ВВС был серьёзно подорван, поскольку аэродром «Саки» использовался как основная оперативная база. 19 августа агентство Reuters процитировало сотрудника западной разведки, сообщившего на брифинге, что украинский удар по аэродрому «вывел из строя более половины боевых самолётов морской авиации Черноморского флота».
По словам главы Республики Крым Сергея Аксёнова, в Новофёдоровке было повреждено 62 многоэтажных дома, 20 коммерческих объектов, а также частные дома. В домах выбиты окна и двери, отключено газоснабжение. Предварительная оценка ущерба гражданской инфраструктуре составила 200 млн рублей.
Серия взрывов на авиабазе вызвала бегство туристов из Крыма. На выезде с полуострова через Крымский мост образовалась огромная пробка.
Агентство Associated Press отметило, что атака на военный аэродром, если она была проведена Украиной, стала первым известным крупным нападением на российские войска в Крыму с начала военных действий.
Российские силы переместили десять своих истребителей из Крыма, чтобы избежать дальнейших потерь.

## Последующие атаки
В ночь на 21 сентября 2023 ВСУ нанесли ещё одни удар по аэродрому с использованием беспилотников и ракет «Нептун». По данным украинских источников, удары привели к повреждению российской техники. Ещё одна атака произошла в ночь на 6 января 2024. ВСУ сообщали о повреждении командного пункта на аэродроме. По данным Astrа, в результате удара пострадали двое российских военнослужащих.